# 成瀬正典

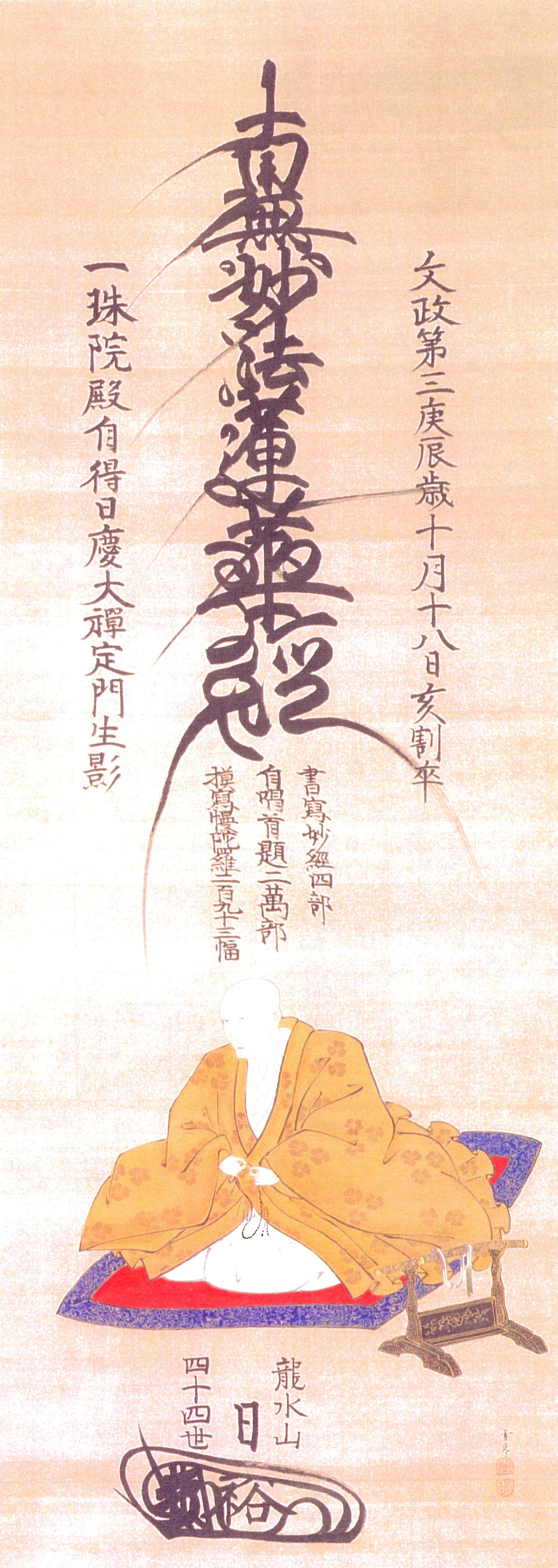
成瀬正典像(白林寺蔵)

成瀬 正典（なるせ まさのり、寛保2年1月2日（1742年2月7日） - 文政3年10月18日（1820年11月23日））は、尾張藩の附家老、尾張犬山藩の第6代当主。
第5代当主・成瀬正泰の次男。正室は戸田光雄の娘。子に成瀬正賢（長男）、金田篤行（次男）、小浜隆庸（三男）、成瀬正壽（四男）、青山正周（五男）、娘（成瀬正邦室）、娘（成瀬正育室）。官位は従五位下、隼人正。
幼名は小吉。宝暦8年（1758年）12月、従五位下民部少輔に叙任。明和5年（1768年）1月28日、父の隠居により跡を継ぐ。

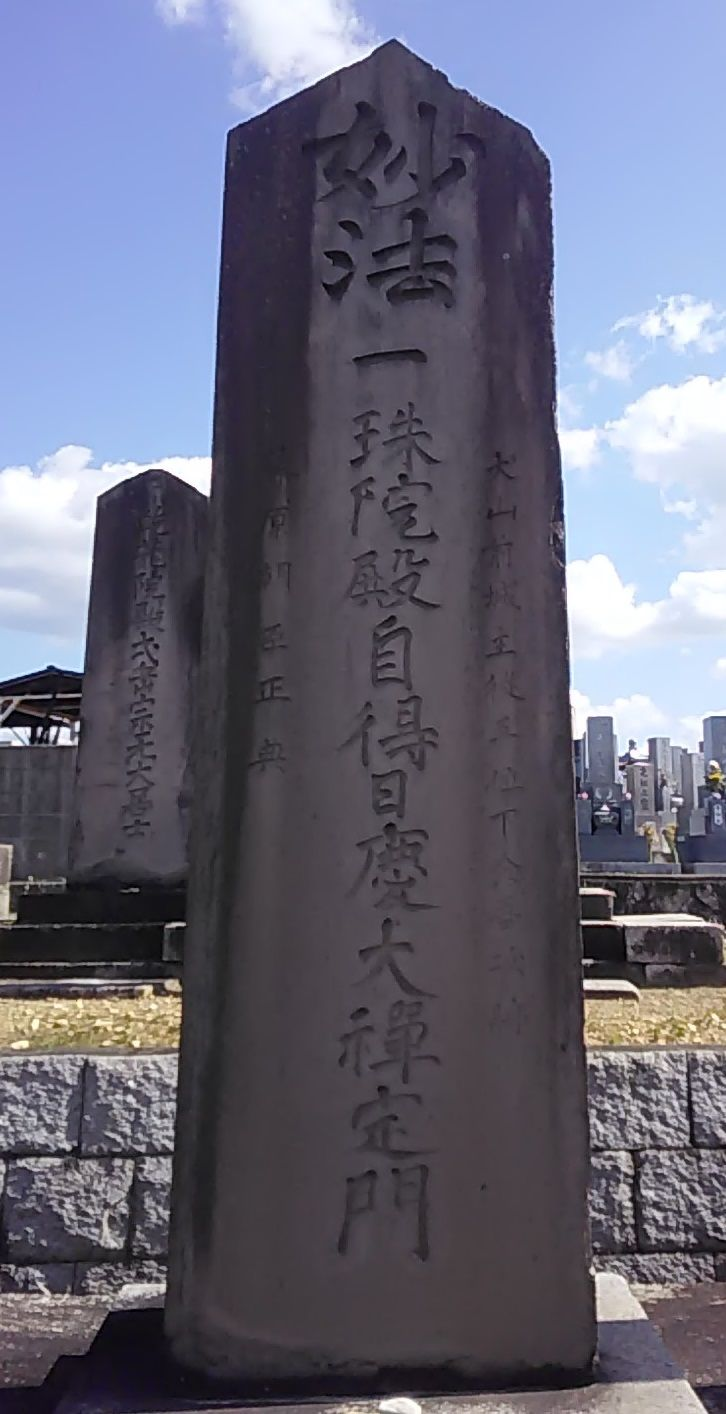
成瀬正典の墓(名古屋市平和公園)

文化6年（1809年）7月29日、家督を四男の正壽に譲って隠居し、文化7年（1810年）に剃髪して浄翁と称し、文政3年（1820年）10月18日に79歳で死去した。法号は一珠院殿自得日慶大禅定門。墓所は愛知県名古屋市中区栄三丁目の白林寺(のち平和公園に改葬)、もしくは修行寺とも言われている。

## 人物
- 父と同様に絵画の才能があり、丹青の技を好み、特に鷹の絵が評価された[1]。

## 系譜
父母
- 成瀬正泰（父）

正室
- 戸田光雄の娘

子女
- 成瀬正賢（長男）
- 金田篤行（次男）
- 小浜隆庸（三男）
- 成瀬正壽（四男）
- 青山正周（五男）
- 成瀬正邦室
- 成瀬正育室